# Marcell Rév
Dans le nom hongrois Rév Marcell, le nom de famille précède le prénom, mais cet article utilise l’ordre habituel en français Marcell Rév, où le prénom précède le nom.
Marcell Rév, né le 30 décembre 1984, est un directeur de la photographie hongrois.
Il reçoit la Golden Camera 300 au Festival international du film des frères Manaki en 2017 pour La Lune de Jupiter.

## Filmographie
- 2014 : La Contrée des orages  (Viharsarok) d'Ádám Császi
- 2014 : White God (Fehér Isten) de Kornél Mundruczó
- 2017 : La Lune de Jupiter (Felesleges ember) de Kornél Mundruczó
- 2018 : Paterno de Barry Levinson (téléfilm)
- 2018 : Assassination Nation de Sam Levinson
- 2019 : Euphoria de Sam Levinson (série télévisée)
- 2021 : Malcolm & Marie de Sam Levinson
- 2021 : L’Histoire de ma femme d'Ildikó Enyedi
- 2023 : Miley Cyrus – Endless Summer Vacation (Backyard Sessions) de Brendan Walter et Jacob Bixenman

## Récompense
- Festival international du film des frères Manaki 2017 : Golden Camera 300.